# Commodore International
Commodore International Ltd. (in precedenza Commodore Portable Typewriter Company, detta brevemente Commodore) è stata una società divenuta in seguito una holding gestoria multinazionale attiva tra il 1955 e il 1994 che ha operato principalmente nel settore dell'informatica e dell'elettronica produttrice di computer come il Commodore 64, il Commodore VIC-20 e il Commodore PET.
Fondata nel 1954 da Jack Tramiel, dal 1976 stabilì il suo quartier generale a West Chester in Pennsylvania (Stati Uniti d'America) e la sede legale nelle Bahamas. Oggi è un marchio, al pari del nome Amiga - derivante dall'omonima azienda acquistata dalla Commodore, e trasformato già all'epoca dalla stessa Commodore in un brand. Entrambi sono saltuariamente utilizzati per progetti senza alcun nesso con la Commodore International, finendo peraltro spesso al centro di battaglie legali.

## Storia

### La Commodore Portable Typewriter Company
Jack Tramiel, un ebreo polacco originario della città di Łódź e sopravvissuto al campo di concentramento di Auschwitz, nel novembre del 1947 emigrò negli Stati Uniti d'America dove nel 1948, affascinato dalla vita militare, si arruolò nello United States Army dove rimase fino al 1950 lavorando come cuoco. Congedatosi dal servizio, lavorò presso una piccola società denominata "Ace Typewriter Repair Company", dove imparò a riparare macchine per scrivere. Rientrato nell'esercito nel 1951, vi rimase fino al 1952 facendo fruttare il mestiere imparato e divenendo riparatore di macchine per scrivere. Congedatosi definitivamente dall'esercito, tornò a lavorare presso la Ace Typewriter Repair Company, dove conobbe Manfred "Manny" Kapp, con il quale, nel 1954, fondò la Commodore Portable Typewriter Company, una piccola ditta di vendita e riparazione di macchine da scrivere situata in un negozio nel Bronx. Per arrotondare lo stipendio lavorò anche come autista di taxi durante la notte.
La scelta della parola commodore (in italiano "commodoro"), uno dei gradi da ufficiale della marina militare, deriva dalla passione di Tramiel per il mondo militare. Tramiel in seguito spiegherà che la scelta cadde su quel grado perché i gradi superiori erano già stati utilizzati da altre società e l'idea gli venne durante un viaggio in Germania Ovest dove vide un'automobile denominata Opel Commodore. L'affermazione di Tramiel in realtà appare essere un ricordo distorto in quanto l'auto in questione sarebbe apparsa sul mercato solo nel 1967, quasi 15 anni dopo il battesimo della prima azienda di Tramiel.

### La "Commodore Business Machines Ltd"
Forte di un accordo commerciale per l'assemblaggio di una macchina per scrivere di una società ceca, nel 1955 Tramiel si trasferisce a Toronto (Canada), dove fonda la Commodore Business Machines Ltd. (anche nota con la sigla CBM),
con l'intento di creare un business di importazione di macchine da scrivere dall'Europa, precisamente dall'Italia, ma per avere l'esclusiva doveva lasciare gli Stati Uniti.
Alla fine degli anni cinquanta, i produttori giapponesi invadono il mercato americano di macchine per scrivere a basso costo, obbligando la società di Tramiel a spostare il proprio business verso le calcolatrici meccaniche. Nel febbraio 1962 la società si quotò in borsa a 2,5 dollari per azione.

### La Commodore International Ltd. e il PET
Nello stesso 1962, viene fondata negli Stati Uniti la Commodore International Ltd. Alla fine degli anni sessanta, varie società giapponesi cominciano ad esportare economiche macchine addizionatrici in Nord America, facendo una dura concorrenza ai produttori americani. Tramiel decide di investire tutto nella produzione di calcolatrici elettroniche, un prodotto molto innovativo per l'epoca.
Rapidamente la Commodore diventa uno dei marchi più popolari nel settore delle calcolatrici elettroniche, mettendo sul mercato sia modelli destinati al grande pubblico che modelli scientifici e programmabili, con numerosi modelli che furono importati anche in Italia.
Nel 1975 la Texas Instruments, il principale fornitore di componenti elettronici della Commodore, decide di entrare sul mercato delle calcolatrici, vendendo dei modelli con il proprio marchio, ad un prezzo inferiore rispetto al costo di vendita degli stessi componenti.

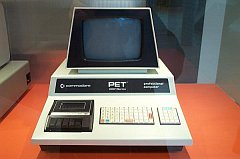
Commodore PET

Per non dichiarare bancarotta, Tramiel chiese a Irving Gould, il principale azionista della Commodore, un corposo finanziamento. Nel 1976 la società trasferì la sua sede legale alle Bahamas e si trasformò in una holding gestoria multinazionale, attuando un processo di pianificazione aziendale finalizzato alla riorganizzazione della Commodore Portable Typewriter. Durante tale riorganizzazione, la statunitense Commodore Business Machines Inc. diventa la società del gruppo a cui sono affidate ricerca e sviluppo. Nello stesso anno venne acquisita per 800.000 dollari la MOS Technology Inc., azienda produttrice di circuiti integrati, che viene rinominata Commodore Semiconductor Group. Con questa mossa Tramiel intendeva evitare di essere dipendente da fornitori terzi per la produzione dei propri dispositivi elettronici e questa strada sarà mantenuta anche negli anni successivi, quando la produzione si sposterà verso il settore dei computer.
L'acquisizione della MOS Technology comprendeva anche l'acquisizione del microcomputer MOS KIM-1 e mise a disposizione della Commodore un certo numero di esperti ingegneri elettronici; uno di questi, Chuck Peddle, diviene rapidamente responsabile tecnico dell'azienda e inizia un'opera di convincimento nei confronti di Tramiel sull'importanza di espandersi verso il nascente mercato dei personal computer e degli home computer.
L'idea di Peddle viene approvata e gli viene assegnato l'incarico di predisporre un prototipo di quello che sarebbe diventato il primo computer prodotto dalla Commodore: il Commodore PET. Elementi caratteristici della macchina erano, processore della MOS 6502, il KERNAL e il Commodore BASIC residente in ROM. Tramiel impose tuttavia di mantenere tutti i costi al minimo. Il PET venne prodotto a partire dal 1977: fu la prima macchina ad implementare un bus informatico appositamente sviluppato, ovvero il commodore bus, presentava con una dotazione hardware piuttosto spartana ad un costo concorrenziale rispetto ad altri prodotti dell'epoca, primo fra tutti l'Apple II, le versioni successive videro l'aggiunta di alcune migliorie.

### Gli anni '80 e glihome computer

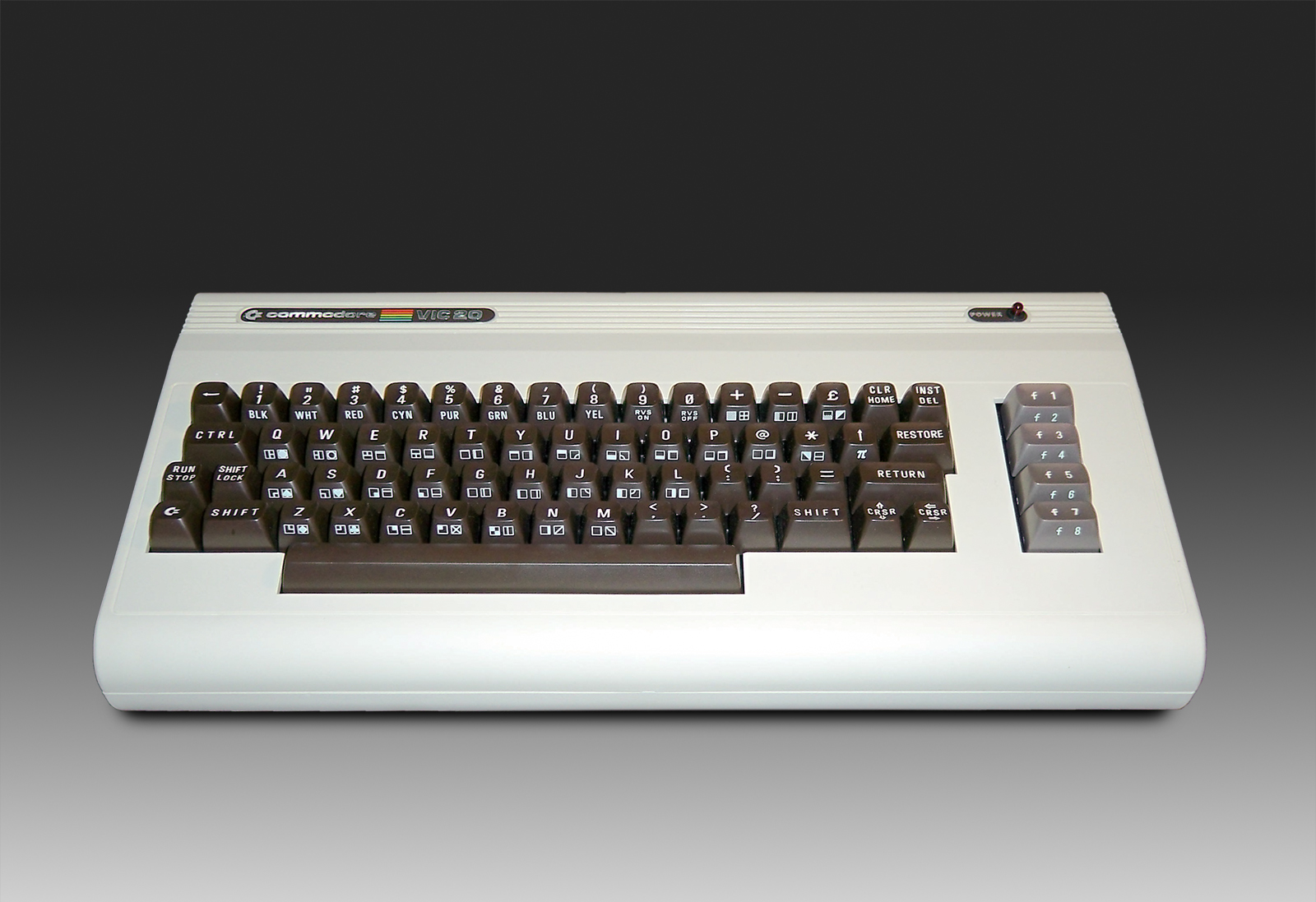
Commodore VIC-20

Nel 1981 la Commodore introduce il VIC-20, la sua prima macchina a essere stata definita un home computer, venduto a un prezzo di 299$. A differenza della serie PET, caratteristiche salienti del VIC-20 furono la grafica e il suono, uniti a un costo estremamente concorrenziale, e potendo essere collegata direttamente a un televisore, evitando quindi la necessità di acquistare un monitor dedicato, nonché una aggressiva politica di marketing, che portò il computer a esser venduto anche nei centri commerciali.

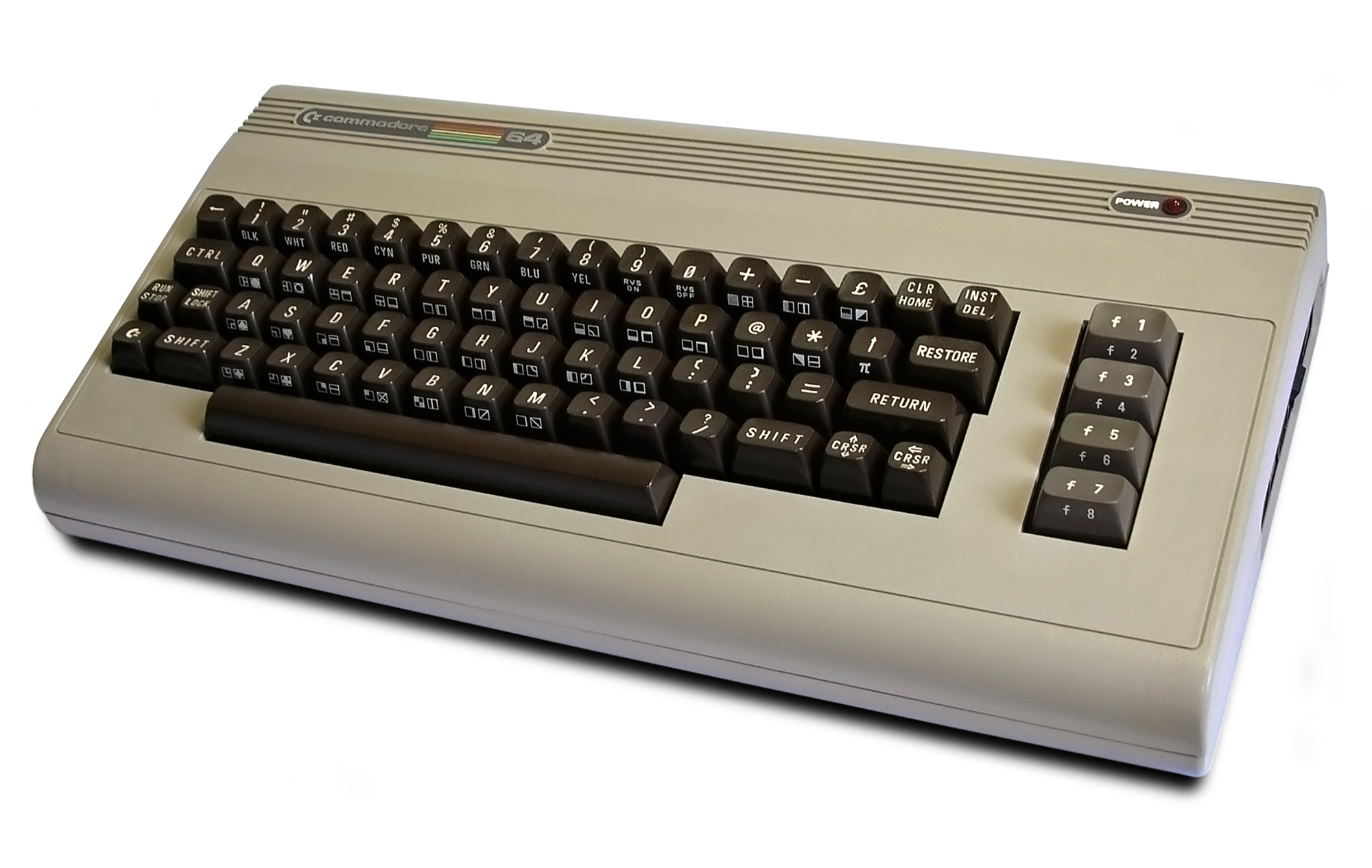
Commodore 64 (versione del 1982)

Ad appena un anno di distanza dalla nascita del VIC-20, viene introdotto il Commodore 64, suo successore naturale. Questa macchina è caratterizzata soprattutto da una grande capacità di memoria e dall'introduzione di nuovi processori dedicati alla grafica e al suono. L'enorme successo del Commodore 64 fece sì che gli home computer prodotti negli anni successivi con la serie Commodore 264 risultarono fallimentari e anche inferiori nelle vendite rispetto al C64.

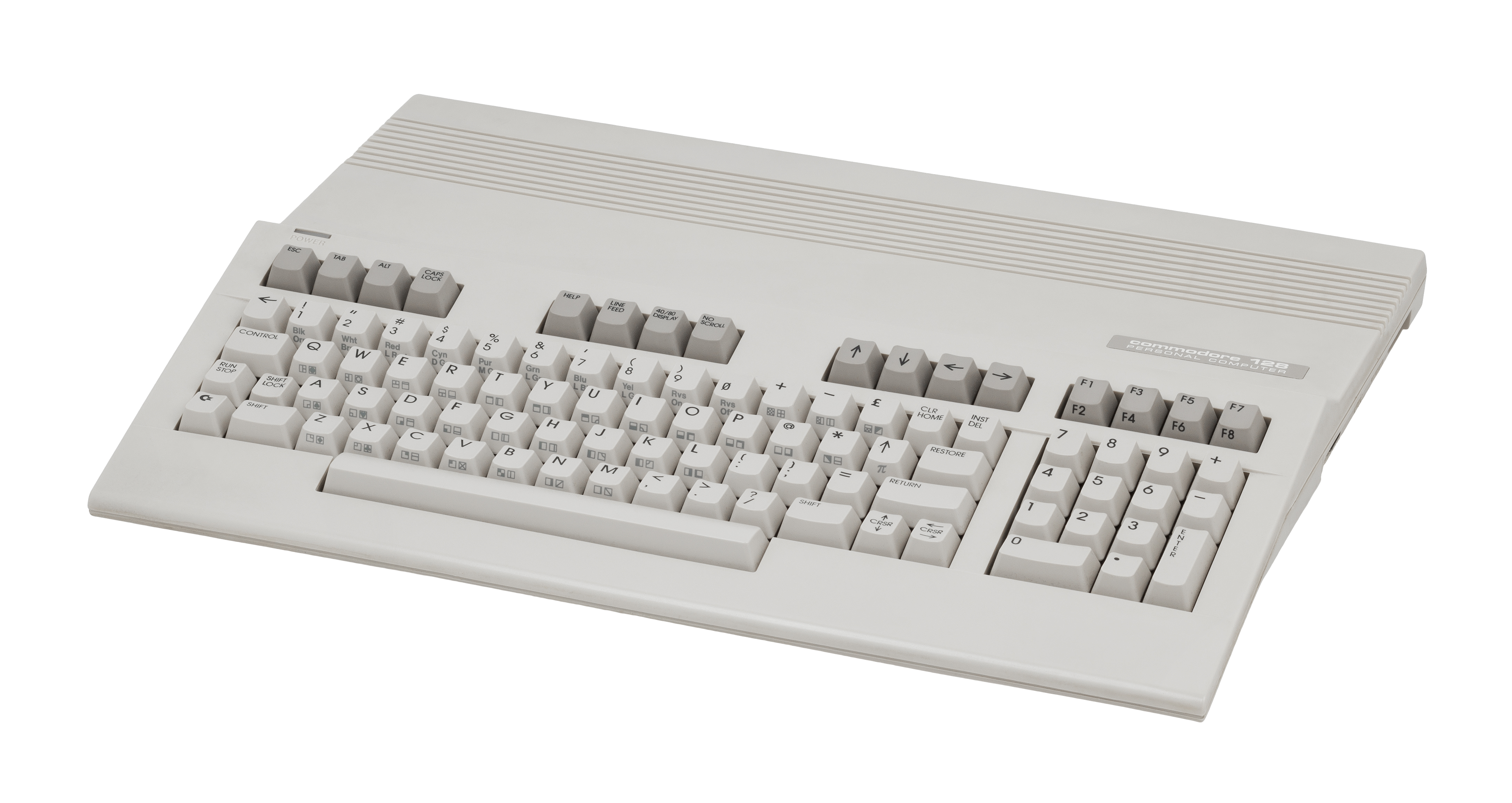
Commodore 128.

Nel 1985 venne immesso sul mercato il Commodore 128 per rimediare allo scarso successo che i computer della serie 264 avevano ottenuto. Il nuovo computer introdusse una lunga lista di miglioramenti: un display a 80 colonne, piena compatibilità con CP/M e 128 kB di RAM, e con BASIC aggiornato alla versione 7.0 con nuovi comandi per la gestione della grafica e del sonoro. Essendo inoltre compatibile col Commodore 64 ciò consentì di abbassare il prezzo della macchina del 1982. A partire da metà decennio la Commodore si dedicò anche alla produzione di PC IBM compatibili, una gamma di molti modelli nota come i Commodore PC, che ebbe un discreto successo in Europa. La società realizzò anche alcuni personal computer commercializzati nella linea Commodore PC, e nel 1985 venne realizzato un prototipo per un nuovo home computer detto Commodore 900, ma il cui sviluppo venne annullato nello stesso anno dopo l'acquisto di Amiga Corporation, grazie a cui poté introdurre sul mercato una nuova linea di computer: il Commodore Amiga.

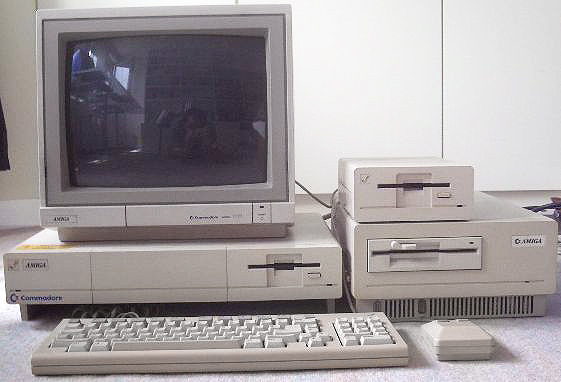
Amiga 1000

Il bilancio luglio 1988-marzo 1989 venne chiuso con un fatturato di 759,4 milioni di dollari e un utile di 60,2 milioni, in netto miglioramento rispetto all'anno precedente e alla crisi di qualche anno prima. Circa il 70% della quota di mercato era costituito dalle vendite in Europa, con il primato in Germania. I classici C64 e C128D rappresentavano ancora il 40% delle vendite, gli Amiga un altro 40% e i PC il 20%. Gli Stati Uniti, pur essendo sede della casa madre, erano un mercato di importanza secondaria, probabilmente perché negli USA la Commodore era vista perlopiù come produttore degli home computer a 8 bit, mentre Amiga e PC compatibili faticavano ad affermarsi.

### Gli anni '90 e il fallimento
Nonostante all'inizio degli anni '90 la società stesse lavorando a nuovi progetti, come il Commodore 65 che non venne però mai terminato, il Commodore CDTV - prodotto e commercializzato per un breve periodo tra il 1991 e il 1993 - e la consolle multimediale CD32, nell'aprile del 1994 la società fallì a causa di errate scelte di gestione effettuate dal gruppo dirigenziale volte alla massimizzazione dei profitti mediante la produzione di componentistica di scarso pregio e ad errori di marketing nella commercializzazione dei propri prodotti.
La dirigenza della Commodore richiese inizialmente l'amministrazione controllata, secondo il "Chapter 11" dello US code che regola la bancarotta, tuttavia alla fine del periodo di amministrazione controllata, si optò per la chiusura, dismissione e vendita di tutti gli asset immobiliari, finanziari e intellettuali.

## I marchi Commodore e Amiga
Dopo essere stata messa in liquidazione, i beni e le proprietà intellettuali della società e di alcune sue consociate (come la Commodore Amiga Inc., detentrice delle proprietà intellettuali della piattaforma Amiga) vennero acquistate nell'aprile del 1995 dalla tedesca Escom per 12 milioni di dollari; a quel punto, però, Commodore quale azienda non esisteva già più. Dopo il fallimento di quest'ultima nel 1996, la società venne rilevata dalla Gateway.
Dopo ulteriori vicende legali la società - intesa come insieme di brevetti, progetti, uso esclusivo dei marchi, beni intellettuali e materiali, non esistendo più una fabbrica - venne acquisita, al netto di Amiga, che seguì un destino diverso, dall'olandese Tulip Computers che - dopo aver tentato la vendita di lettori mp3 a marchio Commodore - all'inizio del 2005 ha ceduto ogni diritto sul marchio Commodore alla connazionale Yeahronimo Media Ventures. Quest'ultima nello stesso anno cambiò nome in Commodore International Corporation ed ha introdotto sul mercato alcuni gadget hi-tech (lettori multimediali, soprattutto) i cui nomi sono simili ad alcuni dei vecchi prodotti Commodore: PET, VIC-20 e C64.
In un altro cambio societario, il titolare della Commodore International - Ben van Wijhe - acquistò una società di Hong Kong chiamata Asiarim e trasferì a quest’ultima la proprietà intellettuale.
Nel frattempo, durante l'Internationale Funkausstellung Berlin del 2008, la società, adesso col marchio di Commodore Consumer Electronics, annunciò l'entrata sul mercato del laptop UMMD 8010/F equipaggiato con processore VIA C7-M, 1 GB di RAM, Hard Disk da 80 GB, display da 10.2 pollici, webcam da 1.3 Mpx, connettività Wi-fi b/g e opzionalmente bluetooth, al prezzo di 325 sterline.
Parallelamente, nel 2010, poi, la società statunitense Commodore USA ottenne in licenza l'utilizzo del marchio relativo al Commodore 64, ed ideò un PC esteticamente molto simile al C64, con processore AMD Fusion, scheda grafica AMD Radeon, lettore/masterizzatore DVD (o Bluray), memoria DDR3 da 2 o 4 GB, hard disk da 1TB e con un proprio sistema operativo, il Commodore OS Vision, in grado di emulare software dei classici modelli Commodore come Amiga e C64. Annunciato a marzo 2010 e sebbene secondo il sito web ufficiale sarebbe stato commercializzato alla fine dello stesso anno è stato poi lanciato sul mercato il 5 aprile 2011 vendendo tutti gli esemplari disponibili nel giro di 24 ore rendendo necessaria un prenotazione con attese di oltre 20 giorni per i nuovi approvvigionamenti. I modelli offerti erano tre: una linea di PC compatti chiamati VIC Slim e Plus. Furono inoltre annunciati anche quattro modelli di Amiga, tuttavia la produzione è terminata nel 2013, dopo il fallimento della società.
La Commodore Consumer Electronics venne rivenduta nel 2011 alla nuova C=Holdings (Commodore Holdings b.v.), che assorbì la CCE, divenuta Commodore International. Una successiva diatriba legale fra Asiarim e Commodore International finì, agli occhi della corte distrettuale di New York, con la vittoria, nel 2013, della Commodore International.
Commodore International passò poi a essere una controllata dalle holding Reunite Investments, con sede a Los Angeles, a capo della quale era sempre van Wijhe, affiancato per un lungo periodo da un altro imprenditore olandese, Eugène van Os, in entrambe le aziende, salvo poi trasformarsi in consulente.

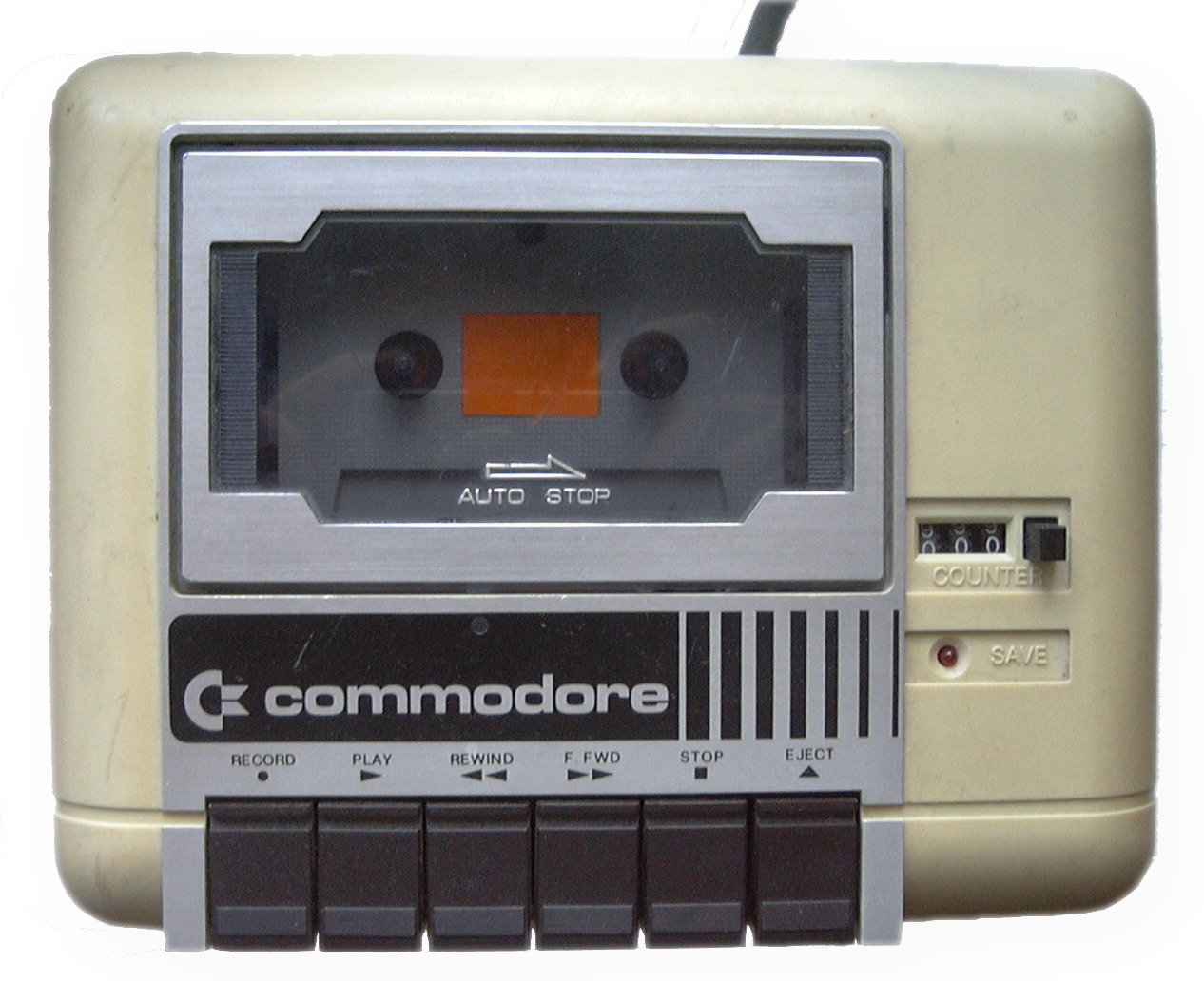
Datassette

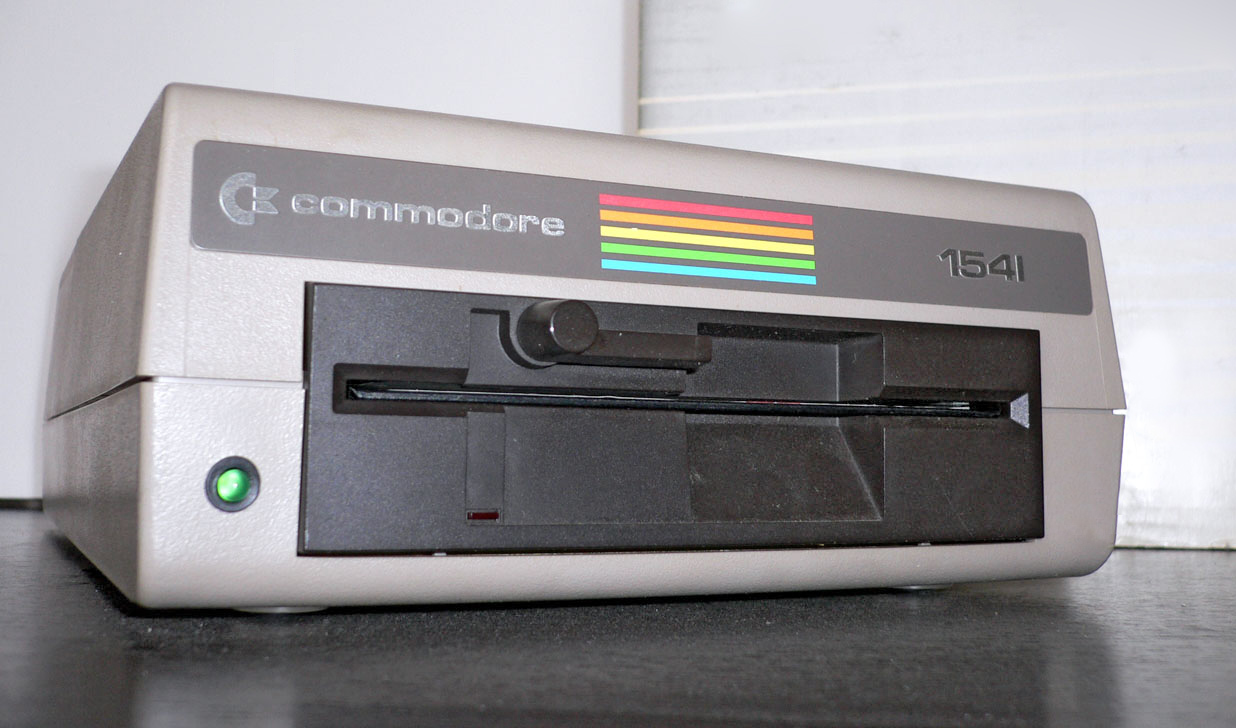
Commodore 1541

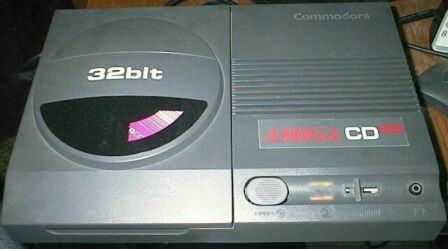
Amiga CD32

Nel 2015 la Commodore Business Machines Ltd, con sede a Londra, vinse una disputa legale all'EUIPO avverso C=Holding e Polable Holding per il mancato azionamento dello storico logo e nel 2018 ne uscì vittoriosa. 
Le società consociate 
Di seguito, suddivise per continente, sono elencate le consociate di Commodore International Ltd. Tra parentesi è indicato il Paese d'appartenenza.
America del Nord:
- Commodore Business Machines Inc. (Stati Uniti)
- MOS Technology Inc. (Stati Uniti)
- Commodore Amiga Inc. (Stati Uniti)
- Commodore Business Machines Ltd. (Canada)
- Commodore Electronics Ltd. (Bahamas)

Europa:
- Commodore European Support and Coordination Company (Paesi Bassi)
- Commodore BV (Paesi Bassi)
- Commodore France SARL (Francia)
- Commodore Computer NV/SA (Belgio)
- Commodore SA (Spagna)
- Commodore Computer GmbH (Austria)
- Commodore Protuguesa Electronica SA (Portogallo)
- Commodore Büromaschinen GmbH (Germania)
- Commodore Data A/S (Danimarca)
- Commodore Computers Norge A/S (Norvegia)
- Commodore AB (Svezia)
- Commodore AG (Svizzera)
- Commodore Italiana S.r.l (Italia)

Asia:
- Commodore Japan Ltd. (Giappone)
- Commodore Business Machines Ltd. (Hong Kong)
- Commodore Electronic Ltd. (Hong Kong)

Oceania:
- Commodore Business Machines Inc. Ltd. (Nuova Zelanda)
- Commodore Business Machines Pty. Ltd. (Australia)

## L'importanza storica

Logo utilizzato dal 1985 al 1994.

Tra la metà degli anni settanta e la metà degli anni novanta, Commodore International Ltd. ha venduto decine di milioni di home computer in tutto il mondo con il marchio, ed è una delle principali case produttrici di computer artefici della cosiddetta "alfabetizzazione informatica di massa" soprattutto grazie alle idee di Jack Tramiel: per la prima volta nella storia, grazie all'attività della società il computer passa da oggetto esoterico e molto costoso (destinato quindi all'ambito lavorativo o scientifico e gestito da personale ultraspecializzato) a bene di consumo delle masse. Tale passo è reso possibile dall'avvento dell'elettronica miniaturizzata, la microelettronica: in particolare è il microprocessore a rappresentare la conquista tecnologica che permette l'abbattimento dei costi di produzione di un computer, portandoli a livelli neanche immaginati nei decenni precedenti.

## Filmografia
- The Commodore Story - film documentario del 2018 diretto da Steven Fletcher.